# Lukas Romson
Lukas Mats Romson, född 12 januari 1969 i Rönninge i Salems församling i Stockholms län, är en svensk skribent, jämlikhetskonsult och transman.
Lukas Romson tillhör släkten Romson från Dalarna och är bror till politikern Åsa Romson. Han kandiderade till landstingsfullmäktige för Socialdemokraterna i Stockholms läns landsting i valet 2010.
Romson har främst gjort sig känd för sitt engagemang i frågor kring transpersoners rättigheter, både genom engagemang inom RFSL och socialdemokraterna och utifrån sin erfarenhet som man med transsexuell bakgrund.
Romson har studerat juridik vid Stockholms universitet och har varit jämlikhetssamordnare vid Stockholms universitets studentkår.
Romson har suttit i RFSL:s förbundsstyrelse, styrelsen för HBT-socialdemokraterna Stockholm samt varit ordförande för Föreningen Kön Identitet Mångfald.